# Wybrzeże Gdańsk (2006)

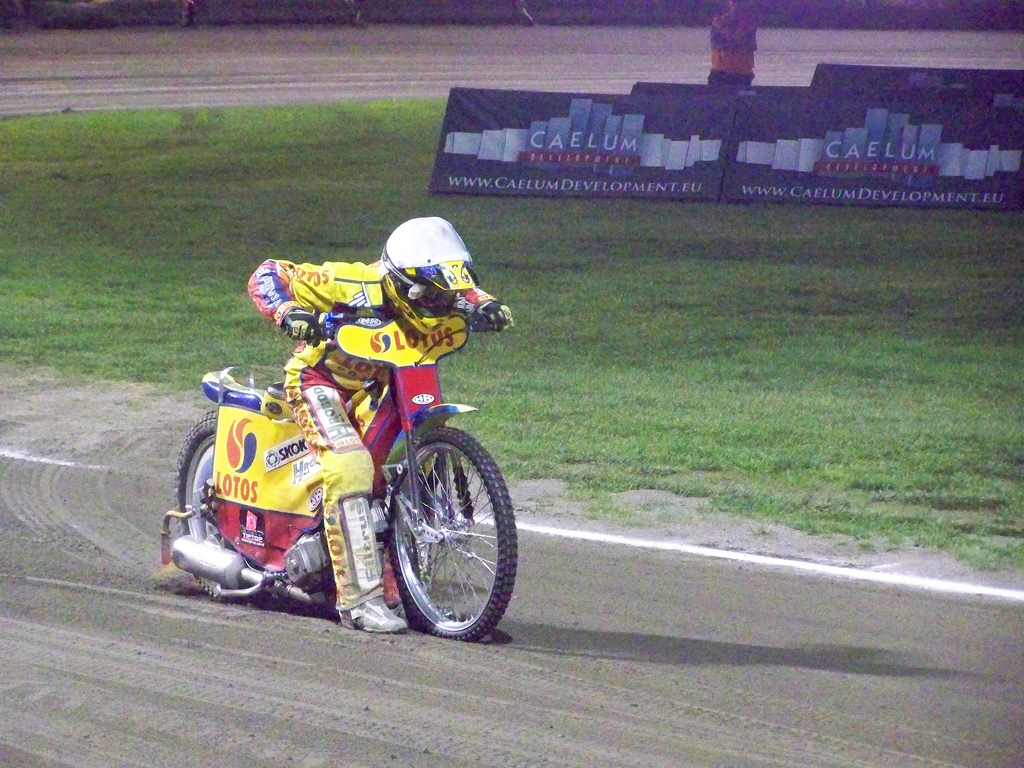
Zawodnik Wybrzeża Gdańsk

Wybrzeże Gdańsk – polski klub żużlowy z Gdańska.
Klub powstał w 2006 roku. Kontynuuje tradycje istniejącej w latach 1962–2005 sekcji żużlowej GKS Wybrzeże Gdańsk.
Do 2008 roku w rozgrywkach ligowych występowało stowarzyszenie Gdański Klub Żużlowy Wybrzeże, natomiast od 2009 roku, po awansie do Ekstraligi (zgodnie z przepisami klub musiał funkcjonować jako spółka akcyjna), w rozgrywkach ligowych występowała spółka GKS Wybrzeże S.A., która została utworzona 3 listopada 2008 roku. Po sezonie 2014 utraciła ona jednak licencję na starty w rozgrywkach o DMP. Przed startem sezonu 2015 działające niezależnie od spółki akcyjnej stowarzyszenie GKŻ Wybrzeże podjęło działania mające na celu wystawienie drużyny ligowej w rozgrywkach. Zaowocowało to otrzymaniem licencji i rozpoczęciem startów od II ligi.

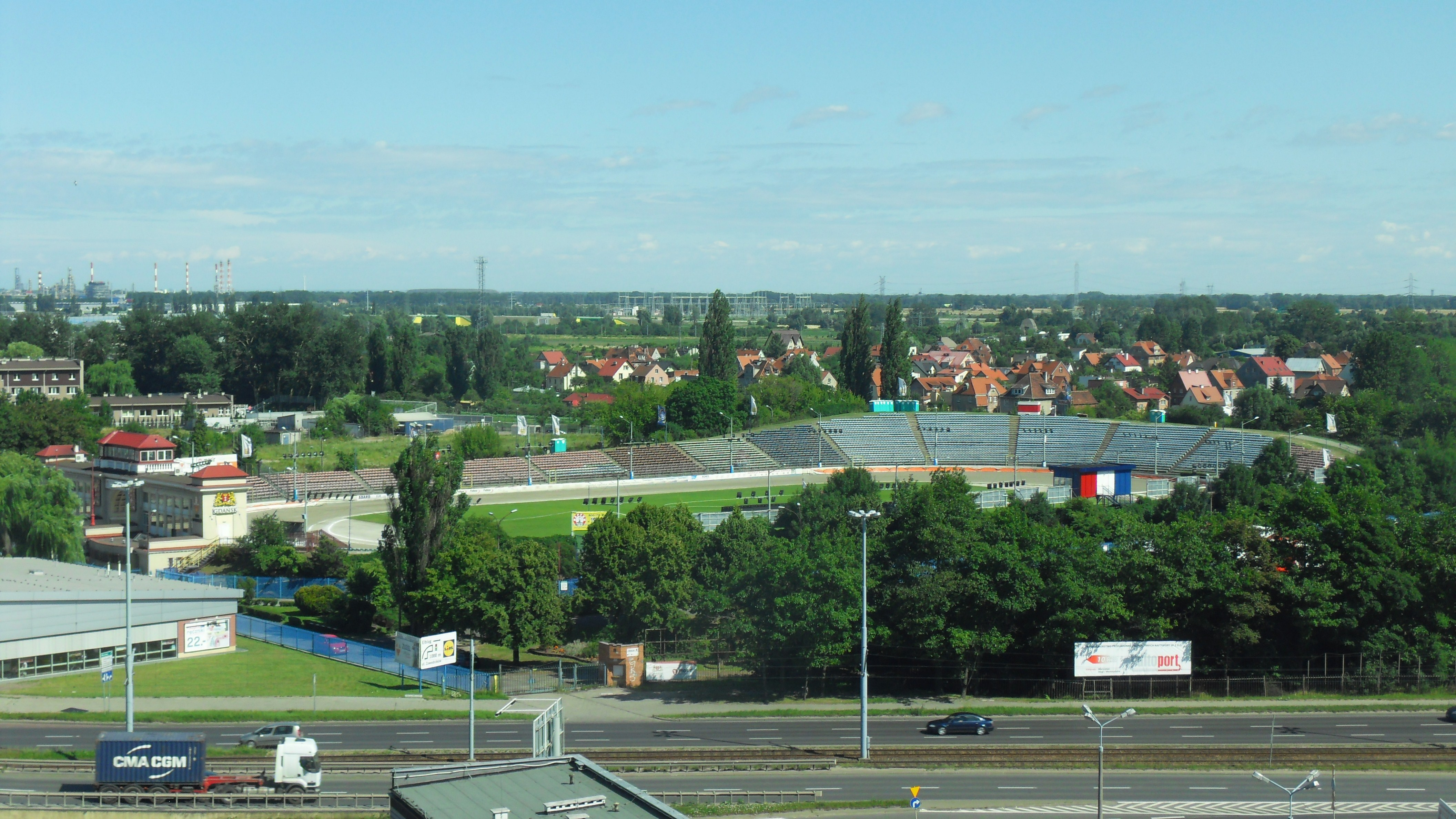
Stadion im. Zbigniewa Podleckiego

28 listopada 2023 klub poinformował o założeniu spółki Wybrzeże Gdańsk SA, co było warunkiem koniecznym do przystąpienia do procesu licencyjnego przed sezonem 2024. Zmiany w warunkach licencyjnych wynikały z przejęcia rozgrywek 1 ligi żużlowej przez Ekstraligę Żużlową oraz zmiany jej na ligę zawodową.

## Historia klubu
W 2005 roku problemy organizacyjne spowodowane zadłużeniem z lat poprzednich doprowadziły do przejęcia działalności ostatniej czynnej sekcji sportowej GKS Wybrzeże Gdańsk przez nowy twór kontynuujący jej tradycje, a przed sezonem 2006 do całkowitego zawieszenia działalności GKS-u i stworzenia w Gdańsku nowego klubu, który rozpoczął starty od najniższej ligi. W efekcie w roku 2008 po wygranej w meczach barażowych z Marmą Polskie Folie Rzeszów awansował do ekstraligi. 3 listopada 2008, wraz z utworzeniem sportowej spółki akcyjnej, klub powrócił do nazwy „GKS Wybrzeże Gdańsk”.
Po sezonie 2009 spadł do I ligi. W 2010 przegrał mecz barażowy z Włókniarzem Częstochowa. Natomiast w 2011 awansował do ekstraligi, w dużym stopniu dzięki Darcy’emu Wardowi wypożyczonemu z Unibaksu Toruń.
W 2014 klub został zdegradowany z ekstraligi z powodu kłopotów finansowych i sezon 2015 spędził w II lidze.
Od 2016 do 2024 roku klub występował w I lidze. W 2017 przegrał mecze barażowe z KS Toruń, 43:47 w Toruniu i 40:50 w Gdańsku.

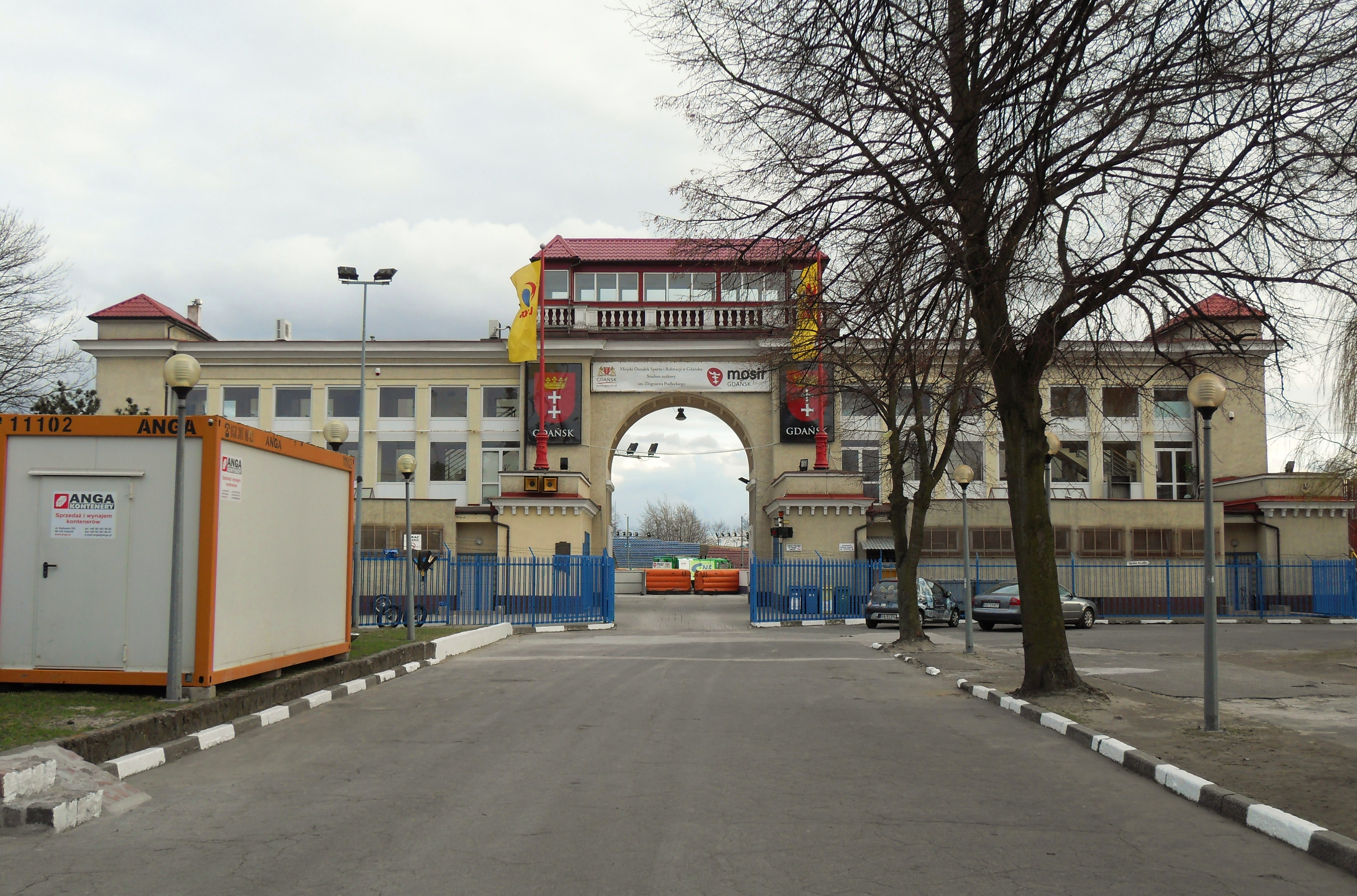
Brama Maratońska

W 2024 roku klub zajął ostatnie miejsce w lidze, co skutkowało spadkiem do najniższej polskiej klasy rozgrywkowej, Krajowej Ligi Żużlowej.

## Historyczne nazwy drużyny
| Lp. | Okres obowiązywania | Nazwa                          |
| --- | ------------------- | ------------------------------ |
| 1.  | 2006                | GKŻ Lotos Gdańsk               |
| 2.  | 2007–2008           | Lotos Gdańsk                   |
| 3.  | 2009–2012           | Lotos Wybrzeże Gdańsk          |
| 4.  | 2013–2014           | Renault Zdunek Wybrzeże Gdańsk |
| 5.  | 2015                | Wybrzeże Gdańsk                |
| 6.  | 2016                | Renault Zdunek Wybrzeże Gdańsk |
| 7.  | 2017–2023           | Zdunek Wybrzeże Gdańsk         |
| 8.  | 2024                | Energa Wybrzeże Gdańsk         |
| 9.  | 2025                | Wybrzeże Gdańsk                |

## Poszczególne sezony
| Sezon | Rozgrywki ligowe | Rozgrywki ligowe | Rozgrywki ligowe | Uwagi                                                           |
| Sezon | Liga             | Liga             | Miejsce          | Uwagi                                                           |
| ----- | ---------------- | ---------------- | ---------------- | --------------------------------------------------------------- |
| 2006  | III              | II liga          | 1/9              |                                                                 |
| 2007  | II               | I liga           | 3/8              |                                                                 |
| 2008  | II               | I liga           | 2/8              | Wygrane baraże o awans.                                         |
| 2009  | I                | Ekstraliga       | 8/8              |                                                                 |
| 2010  | II               | I liga           | 2/8              | Przegrane baraże o awans.                                       |
| 2011  | II               | I liga           | 2/8              |                                                                 |
| 2012  | I                | Ekstraliga       | 10/10            |                                                                 |
| 2013  | II               | I liga           | 1/7              |                                                                 |
| 2014  | I                | Ekstraliga       | 8/8              | Klub utracił licencję po sezonie i rozpoczął starty od II ligi. |
| 2015  | III              | II liga          | 1/5              |                                                                 |
| 2016  | II               | I liga           | 6/11             |                                                                 |
| 2017  | II               | I liga           | 2/8              | Przegrane baraże o awans.                                       |
| 2018  | II               | I liga           | 6/8              |                                                                 |
| 2019  | II               | I liga           | 5/7              |                                                                 |
| 2020  | II               | I liga           | 4/8              |                                                                 |
| 2021  | II               | I liga           | 4/8              |                                                                 |
| 2022  | II               | I liga           | 6/8              |                                                                 |
| 2023  | II               | I liga           | 6/8              |                                                                 |
| 2024  | II               | 2. Ekstraliga    | 8/8              |                                                                 |
| 2025  | III              | KLŻ              | ?/7              |                                                                 |

| Poziom ligowy | Liczba sezonów | Sezony                                |
| ------------- | -------------- | ------------------------------------- |
| I             | 3              | 2009, 2012, 2014                      |
| II            | 14             | 2007–2008, 2010–2011, 2013, 2016–2024 |
| III           | 2              | 2006, 2015, 2025                      |

## Osiągnięcia

### Krajowe
Poniższe zestawienia obejmują osiągnięcia klubu oraz indywidualne osiągnięcia zawodników w rozgrywkach pod egidą PZM, GKSŻ oraz Ekstraligi.

#### Mistrzostwa Polski
Młodzieżowe drużynowe mistrzostwa Polski
- 2. miejsce (2): 2010, 2012
- 3. miejsce (1): 2015

Młodzieżowe mistrzostwa Polski par klubowych
- 3. miejsce (1): 2013

Młodzieżowe indywidualne mistrzostwa Polski
- 3. miejsce (1):
  - 2012 – Krystian Pieszczek

#### Pozostałe
Srebrny Kask
- 2. miejsce (1):
  - 2014 – Krystian Pieszczek

Brązowy Kask
- 1. miejsce (2):
  - 2012 – Krystian Pieszczek
  - 2013 – Krystian Pieszczek
- 2. miejsce (1):
  - 2014 – Krystian Pieszczek
- 3. miejsce (1):
  - 2019 – Karol Żupiński

Liga Juniorów
- 2. miejsce (1): 2012

### Międzynarodowe
Poniższe zestawienia obejmują osiągnięcia klubu oraz indywidualne osiągnięcia zawodników krajowych (w zawodach drużynowych, par i indywidualnych) i zagranicznych (w zawodach indywidualnych) w rozgrywkach pod egidą FIM oraz FIM Europe.

#### Mistrzostwa świata
Indywidualne mistrzostwa świata
- 2. miejsce (1):
  - 2012 –  Nicki Pedersen

Indywidualne mistrzostwa świata juniorów
- 2. miejsce (1):
  - 2011 –  Darcy Ward

#### Mistrzostwa Europy
Drużynowe mistrzostwa Europy juniorów
- 1. miejsce (2):
  - 2013 –  Krystian Pieszczek
  - 2014 –  Krystian Pieszczek

Mistrzostwa Europy par
- 2. miejsce (2):
  - 2007 –  Krzysztof Jabłoński
  - 2021 –  Jakub Jamróg

Indywidualne mistrzostwa Europy
- 1. miejsce (2):
  - 2006 –  Krzysztof Jabłoński
  - 2009 –  Rienat Gafurow

Indywidualne mistrzostwa Europy juniorów
- 2. miejsce (1):
  - 2016 –  Eduard Krčmář
- 3. miejsce (1):
  - 2009 –  Martin Vaculík

## Zawodnicy

### Kadra drużyny
Stan na 14 sierpnia 2025
| Kat.                                                   | Nar.   | Fed.   | Żużlowiec              | DMP (KLŻ) | DMPJ | Uwagi                                        |
| ------------------------------------------------------ | ------ | ------ | ---------------------- | --------- | ---- | -------------------------------------------- |
| S                                                      | Dania  | Dania  | Niels-Kristian Iversen | T         |      |                                              |
| S                                                      | Polska | Polska | Daniel Kaczmarek       | T         |      |                                              |
| S                                                      | Polska | Polska | Krystian Pieszczek     | T         |      | Wypożyczony z H69 Speedway Rzeszów           |
| S                                                      | Dania  | Dania  | Tim Sørensen           | T         |      |                                              |
| S                                                      | Polska | Polska | Marcel Szymko          | T         |      |                                              |
| U24                                                    | Dania  | Dania  | Benjamin Basso         | T         |      | Wypożyczony ze Speedwaya Lublin              |
| U24                                                    | Dania  | Dania  | Marcus Birkemose       | T         |      | Wypożyczony ze Stali Gorzów Wlkp.            |
| U24                                                    | Polska | Polska | Kacper Grzelak         | T         |      | Wypożyczony z KS-u Toruń                     |
| U21                                                    | Polska | Polska | Jędrzej Chmura         | T         | T    |                                              |
| U21                                                    | Polska | Polska | Bartosz Tyburski       | T         | T    |                                              |
| U21                                                    | Polska | Polska | Miłosz Wysocki         | T         | T    |                                              |
| U19                                                    | Polska | Polska | Kacper Warduliński     | T         |      | Wypożyczony z GKM-u Grudziądz                |
| U17                                                    | Polska | Polska | Eryk Kamiński          | T         | T    |                                              |
| U17                                                    | Polska | Polska | Jakub Redzimski        | T         | T    |                                              |
| U16                                                    | Polska | Polska | Jakub Malina           | T         | T    | Do 19 sierpnia 2025 tylko zawody młodzieżowe |
| „” oznacza, że zawodnik został zgłoszony do rozgrywek. |        |        |                        |           |      |                                              |